# Glenn Burke
Glenn Lawrence Burke (* 16. November 1952 in Oakland, Kalifornien; † 30. Mai 1995 in San Leandro, Kalifornien) war ein US-amerikanischer Baseballspieler in der Major League Baseball (MLB).

## Leben und Karriere
Burke spielte für die Los Angeles Dodgers und Oakland Athletics von 1976 bis 1979. Burke war der erste Major League Baseball Spieler, der gegenüber seinen Mannschaftskollegen und Eigentümern der Mannschaften während seiner sportlichen Karriere sein Coming-out hatte. Burke wurde 1970 zum Northern Californias High School Basketball Player des Jahres gewählt.
Burke ist bleibend in Erinnerung im Sport, da er die sportliche Geste des High five erfand, die sich in sportlichen Veranstaltungen international durchsetzte. 1977 verließ er das Spielfeld, um seinen Mannschaftskollegen Dusty Baker von den Los Angeles Dodgers zu dessen Home Run in dem letzten Spiel der regulären Spielsäson zu gratulieren. Monate später erwiderte Baker die Geste High Five als Burke den ersten Home Run erreichte.
Als Mitglied der Los Angeles Dodgers und Oakland Athletics hatte Burke 523 at-bats in vier Spielsaisons. Burkes Zeit bei den Los Angeles Dodgers war belastet durch einen Konflikt mit dem Manager Tommy Lasorda von den Los Angeles Dodgers. Mit 27 Jahren beendete Burke nach einer Knieverletzung seine professionelle Sportkarriere. In den folgenden Jahren war Burke weiterhin sportlich tätig. Bei den Gay Games 1982 gewann er Medaillen im 100 und 220 Metersprint. Bei den Gay Games 1986 war er Mannschaftsmitglied im Basketballteam.
1982 erschien ein Artikel im Magazin Inside Sports, der über die Homosexualität von Burke berichtete. Die sexuelle Identität Burkes wurde landesweit in der Öffentlichkeit bekannt. 1987 verletzte sich Burke bei einem Autounfall in San Francisco, wobei sein Bein und Fuß beschädigt wurden.
Burke starb im Alter von 42 Jahren an Aids im Jahre 1995.

## Zitate von Burke
- They can't ever say now that a gay man can't play in the majors, because I'm a gay man and I made it.
- My mission as a gay ballplayer was to break a stereotype … I think it worked. Glenn Burke in People,  November 1994